# Elettrotreno FFS RABDe 8/16
L'elettrotreno RABDe 8/16 delle Ferrovie Federali Svizzere era un elettrotreno progettato negli anni settanta del XX secolo per i servizi vicinali.
Ne vennero realizzate 4 unità prototipo, a cui non seguì mai una produzione in serie, visti i numerosi problemi costruttivi riscontrati. A causa della tendenza delle casse a deformarsi "come banane" furono scherzosamente soprannominati "Chiquita".

## Storia
Gli elettrotreni RABDe 8/16 vennero progettati come evoluzione dei precedenti RABDe 12/12 ("Mirage") utilizzati per i servizi vicinali nella regione di Zurigo.
Per consentire un'alta accelerazione, gli elettrotreni furono costruiti con casse in alluminio, molto leggere, che però fin dall'inizio tendevano a deformarsi vistosamente.
Vennero costruiti 4 treni, numerati da 1121 a 1124, ognuno composto di 4 vetture (motrice pilota di seconda classe, rimorchiata di prima classe e bagagliaio, rimorchiata di seconda classe, motrice pilota di seconda classe). Fu adottata una livrea molto particolare, in viola e giallo, che contribuì a far conoscere questi treni all'utenza.
Ma oltre ai problemi statici, si riscontrarono presto numerosi problemi all'equipaggiamento elettrico, che coerentemente con l'imposizione sperimentale del progetto era a tiristori. Gli RABDe 8/16 vennero pertanto distolti dagli impegnativi servizi suburbani di Zurigo, e utilizzati come riserva su linee locali nella Svizzera orientale.
Nel 1990-91 i treni vennero revisionati, e ridipinti nella livrea bianca, rossa e blu simile a quella dei loro "discendenti" RBDe 560; un elettrotreno venne anche noleggiato per un breve periodo alla Mittelthurgaubahn, ma nel 1997 vennero infine tutti radiati e demoliti.